# مختار التتش
مختار التتش (انگلیسی: Mahmoud Mokhtar El-Tetsh؛ ۱۲ اکتبر ۱۹۰۵ – ۲۱ فوریهٔ ۱۹۶۵) یک بازیکن فوتبال اهل مصر بود.

## باشگاهی
از باشگاه‌هایی که در آن بازی کرده‌است می‌توان به باشگاه ورزشی الاهلی مصر اشاره کرد. 

## تیم ملی
وی عضو تیم ملی فوتبال مصر در جام جهانی فوتبال ۱۹۳۴ بوده است.